# Vườn quốc gia Alejandro de Humboldt
Vườn quốc gia Alejandro de Humboldt (tiếng Tây Ban Nha: Parque Nacional Alejandro de Humboldt) là một vườn quốc gia nằm tại tỉnh Holguín và Guantanamo, Cuba. Nó được đặt tên sau khi nhà khoa học người Đức Alexander von Humboldt đến thăm hòn đảo này vào năm 1800 và 1801. Vườn quốc gia đã được ghi vào danh sách Di sản thế giới của UNESCO vào năm 2001 bởi cấu tạo địa tầng địa chất, tính đa dạng về địa hình, và sự giàu có của các loài động thực vật đặc hữu.
Các con sông chảy ra khỏi các đỉnh núi của vườn quốc gia là những con sống lớn nhất trên các đảo vùng Caribe. Đây được cho là nơi ẩm ướt nhất ở Cuba  tạo ra một sự đa dạng sinh học cao. Nó có diện tích 711,38 km 2 (274,67 dặm vuông), trong đó 685,72 km 2 (264,76 sq mi) diện tích đất và 22,63 km 2 (8,74 mi ²) khu vực biển. Độ cao dao động từ mực nước biển đến 1.168 m (3.832 ft) tại đỉnh El Toldo.
Có 16 trên tổng số 28 loài thực vật đặc hữu của Cuba được bảo vệ trong vườn quốc gia Alejandro de Humboldt, bao gồm cả các loài như Dracaena và Podocarpus, các loài vẹt, thằn lằn, chim ruồi cùng các loài có nguy cơ tuyệt chủng tại Cuba là Chuột chù Solenodon Cuba (loài đặc hữu), Hutia và ốc sên.